# Bjeloševac
Bjeloševac (cyr. Бјелошевац) – wieś w Bośni i Hercegowinie, w Republice Serbskiej, w mieście Bijeljina. W 2013 roku liczyła 442 mieszkańców.